# وسابی
وسابی (انگلیسی: Wasabi) شرکت رستوران‌های زنجیره‌ای بریتانیایی است، که در سال ۲۰۰۳ تأسیس شد.